# Europese kampioenschappen tafeltennis 2011
De Europese kampioenschappen tafeltennis 2011 werden gehouden in Gdańsk / Sopot, Polen van 8 t/m 16 oktober 2011. Het toernooi werd afgewerkt in de Ergo Arena.
Op het tafeltennistoernooi stonden zes onderdelen op het programma:
- Enkelspel mannen. Regerend kampioen was  Timo Boll.
- Enkelspel vrouwen. Regerend kampioen was  Viktoria Pavlovitsj.
- Dubbelspel mannen. Regerend kampioenen waren  Timo Boll en  Christian Süß.
- Dubbelspel vrouwen. Regerend kampioenen waren  Oksana Fadejeva en  Rūta Garkauskaitė.
- Teams mannen. Regerend kampioen was  Duitsland.
- Teams vrouwen. Regerend kampioen was  Nederland.

Er werden geen gemengd dubbels gespeeld deze editie. In Istanboel vond een apart toernooi plaats voor de gemengd dubbel.

## Medaillewinnaars
| Onderdeel  | Goud                                                                           | Zilver                                                                 | Brons |
| Enkel (m)  | Timo Boll                                                                      | Patrick Baum                                                           | Aleksandar Karakašević Bojan Tokič |
| Enkel (v)  | Li Jiao                                                                        | Irene Ivancan                                                          | Li Qian Margaryta Pesotska |
| Dubbel (m) | Marcos Freitas Andrej Gaćina                                                   | Aleksandr Sjibajev Kirill Skatsjkov                                    | Aleksej Liventsov Michail Pajkov Aleksandar Karakašević Bojan Tokič |
| Dubbel (v) | Oksana Fadejeva Rūta Garkauskaitė                                              | Daniela Dodean Elizabeta Samara                                        | Georgina Póta Krisztina Tóth Li Jie Jelena Timina |
| Team (m)   | Duitsland Patrick Baum Timo Boll Ruwen Filus Dimitrij Ovtcharov Bastian Steger | Zweden Pär Gerell Jens Lundqvist Jörgen Persson Robert Svensson        | Oostenrijk Stefan Fegerl Robert Gardos Daniel Habesohn Werner Schlager Portugal Tiago Apolónia Marcos Freitas João Monteiro                                                            |
| Team (v)   | Nederland Linda Creemers Britt Eerland Li Jiao Li Jie Jelena Timina            | Roemenië Daniela Dodean Iulia Necula Elizabeta Samara Bernadette Szőcs | Hongarije Petra Lovas Dóra Madarász Szandra Pergel Georgina Póta Krisztina Tóth Wit-Rusland Elena Dubkova Inna Karagodina Veronika Pavlovitsj Viktoria Pavlovitsj Aleksandra Privalova |

## Medaillespiegel
Dubbelparen uit verschillende landen gelden ieder als 0,5.
| Plaats | Land        | Goud | Zilver | Brons | Totaal |
| 1      | Duitsland   | 2    | 2      | 0     | 4      |
| 2      | Nederland   | 2    | 0      | 1     | 3      |
| 3      | Rusland     | 0,5  | 1      | 1     | 2,5    |
| 4      | Portugal    | 0,5  | 0      | 1     | 1,5    |
| 5      | Kroatië     | 0,5  | 0      | 0     | 0,5    |
| 5      | Litouwen    | 0,5  | 0      | 0     | 0,5    |
| 7      | Roemenië    | 0    | 2      | 0     | 2      |
| 8      | Zweden      | 0    | 1      | 0     | 1      |
| 9      | Hongarije   | 0    | 0      | 2     | 2      |
| 10     | Servië      | 0    | 0      | 1,5   | 1,5    |
| 10     | Slovenië    | 0    | 0      | 1,5   | 1,5    |
| 12     | Oekraïne    | 0    | 0      | 1     | 1      |
| 12     | Oostenrijk  | 0    | 0      | 1     | 1      |
| 12     | Polen       | 0    | 0      | 1     | 1      |
| 12     | Wit-Rusland | 0    | 0      | 1     | 1      |
| Totaal | Totaal      | 6    | 6      | 12    | 24     |